# Strasshof (concentratiekamp)
Strasshof  was een concentratiekamp in het Oostenrijkse Strasshof an der Nordbahn tijdens de Tweede Wereldoorlog.

## Geschiedenis
In juni 1944 werden ongeveer 21.000 Hongaarse Joden naar Strasshof, gelegen in de buurt van Wenen, gebracht. De internering van deze Joden was een overeenkomst tussen Adolf Eichmann en de leiders van het Hulp en reddingscomité van Boedapest (Va'ada). Deze overeenkomst werd midden juni 1944 gesloten toen Adolf Eichmann aanbood om dertigduizend Hongaarse Joden 'te sparen' in Oostenrijk. Deze Joden waren onderdeel van Eichmanns ruiloffer, dat hij "Blut für Waren" had genoemd. Daarbij zou Eichmann één miljoen Joden ruilen voor bepaalde goederen, waaronder tienduizend vrachtwagens.
De deal ging uiteindelijk niet door, maar tijdens de besprekingen werd er vijf miljoen Zwitserse frank betaalt aan de SS, zodat 21.000 Joden naar Strasshof werden gebracht. De Joden waren afkomstig van de getto's van Baja, Debrecen, Szeged en Szolnok. Ze moesten dwangarbeid verrichten in fabrieken en in de landbouw.
Bijna alle Joden die in Strasshof waren geïnterneerd overleefden de oorlog.
Alfabetisch op naam.  Indien een kamp meerdere rollen had, staat het in de "hoogste" groep.
Zie ook: Lijst van naziconcentratiekampen · Jappenkampen in Nederlands-Indië · Lijst van jappenkampen